# Opisthopsis halmaherae
Opisthopsis halmaherae är en myrart som beskrevs av Vladimir Aphanasjevich Karavaiev 1930. Opisthopsis halmaherae ingår i släktet Opisthopsis och familjen myror. Inga underarter finns listade i Catalogue of Life.